# Amaranto Residencial
Amaranto Residencial es una localidad del estado mexicano de Jalisco. Es parte del municipio de Zapopan. Fue fundada el 15 de diciembre de 2012.

## Demografía
| Censo | Población |
| ----- | --------- |
| 2020  | 3 558     |